# Ligne de Pierrelaye à Creil
La ligne de Pierrelaye à Creil est une ligne ferroviaire des départements du Val-d'Oise et de l'Oise, d'une longueur de quarante kilomètres. Elle est ouverte en 1846 comme tronçon de la ligne de Paris-Nord à Lille, avant l'ouverture d'un tronçon plus direct de Paris-Nord à Creil par Chantilly en 1859.  Depuis cette date, la ligne est parcourue par un trafic de banlieue à l'origine ou à destination de Pontoise et Creil, actuel Transilien Paris-Nord (ligne H), et de circulations fret.
Elle constitue la ligne 329 000 du réseau ferré national.

## La ligne

### Tracé
La ligne se débranche de la ligne Paris-Nord - Pontoise après la gare de Saint-Ouen-l'Aumône-Liesse. Elle traverse le cours de l'Oise à Auvers-sur-Oise et longe alors en permanence la rive droite de la rivière en fond de vallée vers l'amont, jusqu'à la gare de Creil.

### Ouvrages d’art

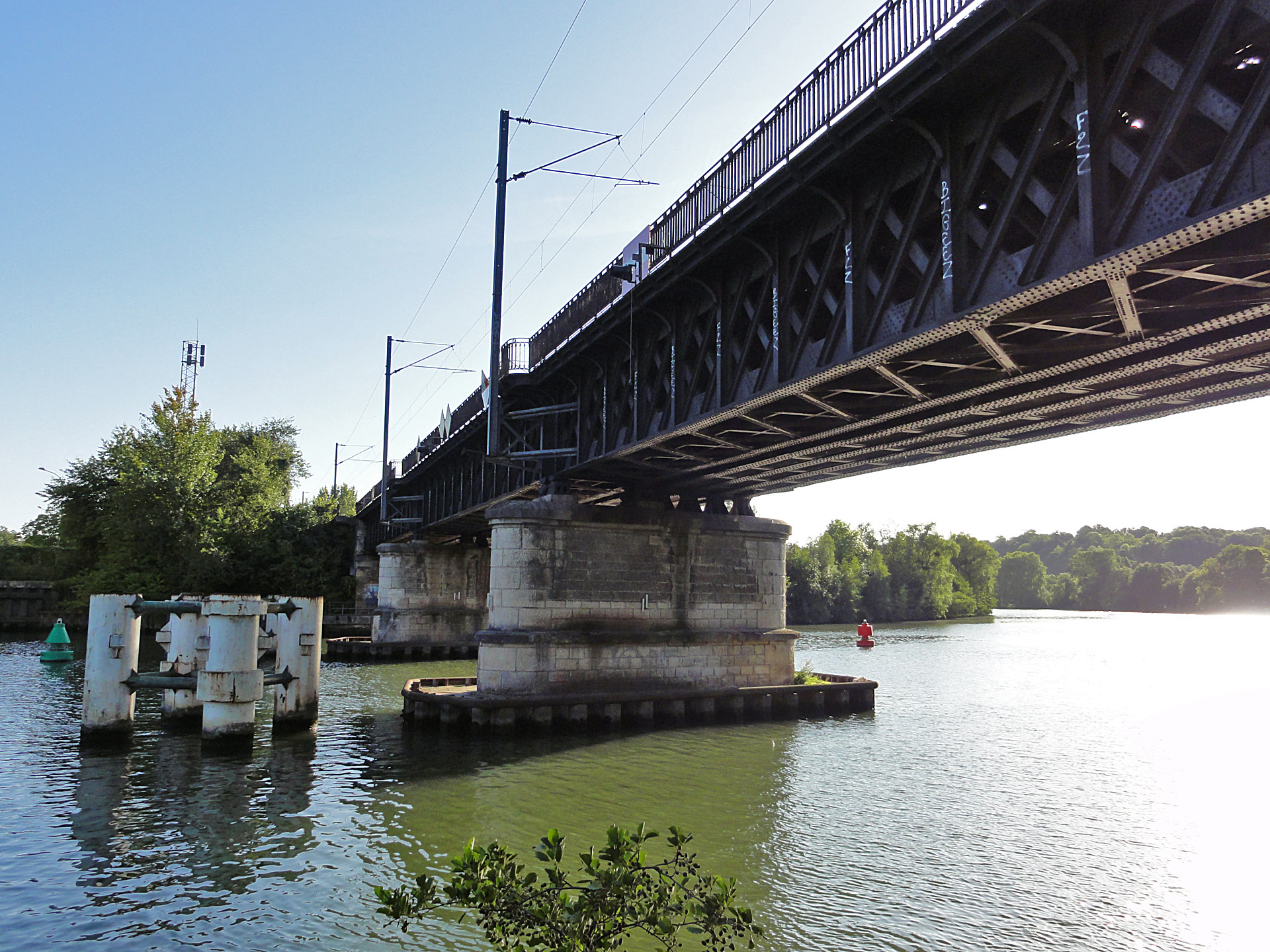
Le pont de Chaponval à Auvers-sur-Oise est un des rares ouvrages d'art de la ligne.

Le pont de Chaponval, sur l'Oise à Auvers-sur-Oise, d'une longueur de 83 mètres, constitue le seul ouvrage d'art remarquable du tracé.

### Équipement
La ligne est électrifiée comme tout le réseau Nord en 25 kV-50 Hz monophasé, équipée du block automatique lumineux (BAL), du contrôle de vitesse par balises (KVB) et d'une liaison radio sol-train sans transmission de données.

## Histoire
La ligne de Paris-Nord à Lille a initialement été tracée par la vallée de Montmorency, Saint-Ouen-l'Aumône et la vallée de l'Oise. La ligne de Pierrelaye à Creil constitue une section de cette ligne qui a été ultérieurement détournée par l'itinéraire actuel par la plaine de France et Chantilly, plus direct et mis en service en 1859.
Une loi du 11 juin 1842 déclare d'utilité publique l'établissement d'un chemin de fer de Paris sur la frontière de Belgique et sur l'Angleterre.
Une loi du 15 juillet 1845 autorise l'adjudication à une Compagnie du « chemin de fer de Paris à la frontière de Belgique, avec embranchement de Lille sur Calais et Dunkerque ». La concession pour une durée de 30 ans est adjugée le 9 septembre 1845 à Rothschild frères, Hottinger, Lafitte et Blount.  Cette adjudication est approuvée par une ordonnance royale le 10 septembre 1845.
La ligne de Paris-Nord à Lille est ouverte le 20 juin 1846 par la Compagnie des chemins de fer du Nord.

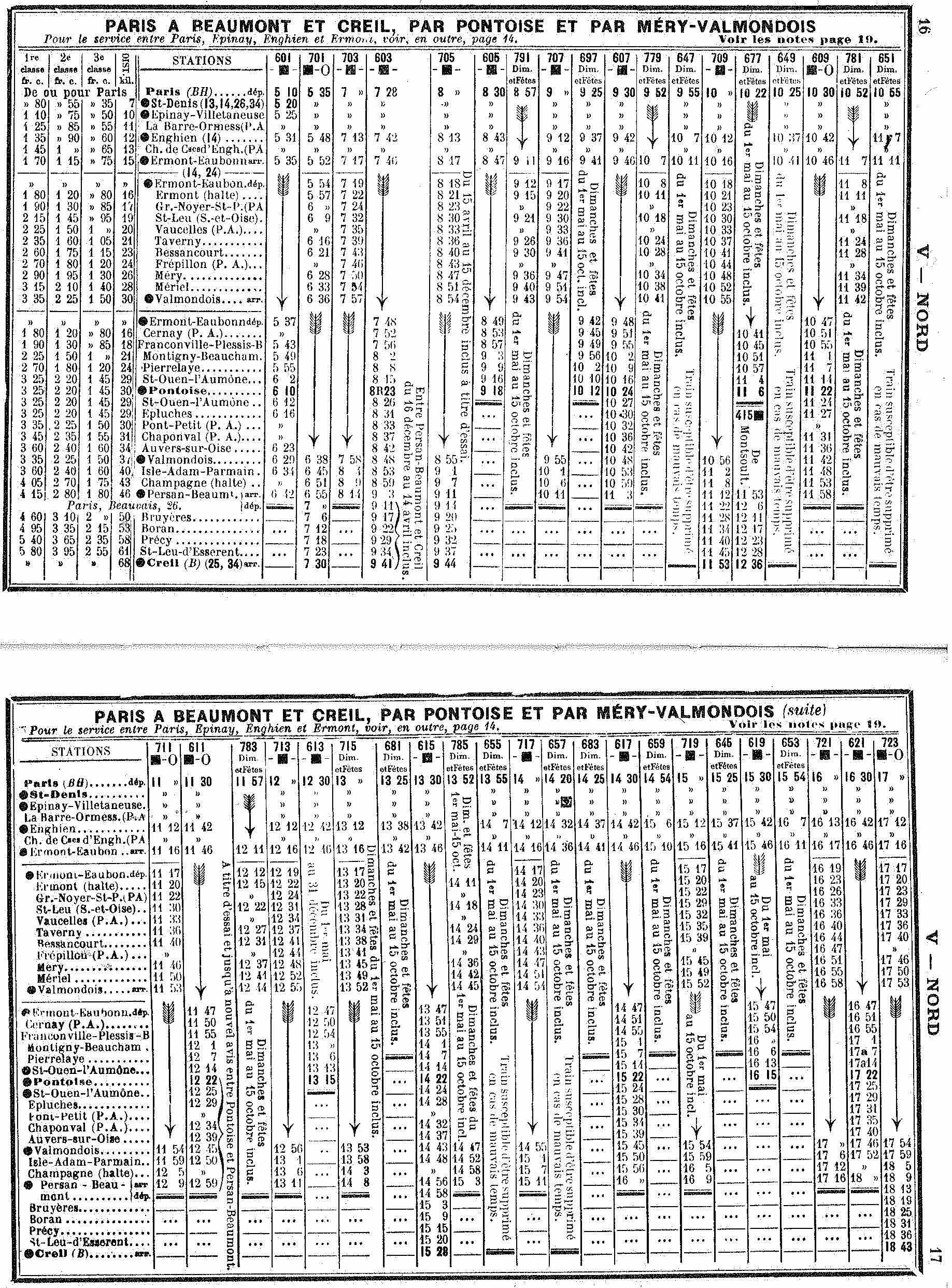
La grille horaire de la ligne en mai 1914.

L'itinéraire actuel de la ligne de Paris-Nord à Lille, plus direct par la plaine de France et Chantilly mis en service qu'en 1859, n'accorde plus dès lors qu'un rôle de desserte secondaire à l'ancien itinéraire entre Pierrelaye et Creil.
Sur le réseau Nord, l'électrification arrive sur la ligne de Paris-Nord à Lille via Creil le 9 décembre 1958 puis sur les lignes de Paris à Bruxelles via Compiègne et de Paris à Mitry et Crépy-en-Valois en 1963. 
La modernisation de l'itinéraire entre Paris-Nord et Pontoise est alors lancée avec pour but d'améliorer les performances de cette ligne dont la fréquentation est en hausse constante avec l'urbanisation croissante de la banlieue Nord, et de faire disparaître les locomotives à vapeur 141 TC tractant les robustes mais spartiates voitures de type Nord à la fin de 1970. Le 15 avril 1969, la traction électrique est en service sur Pontoise - Creil et le 21 mai 1969 sur Saint-Denis - Pontoise, accompagnée de la signalisation par block automatique lumineux.

## Exploitation
La ligne, exploitée actuellement par la SNCF sous le label Transilien, l'est depuis 1859 en tant que ligne voyageurs de banlieue, sans circulations en situation normale de trains de « grandes lignes » et avec un trafic de marchandises limité. La vitesse limite des circulations en 2012 est de 120 km/h (certaines catégories de trains, comme les trains de marchandises, possèdent des limites plus faibles),. 
Cinq types de matériels voyageurs y circulent : des automotrices Z 6100, Z 20500 et Z 20900 et, en particulier aux heures de pointe, des rames composées de voitures de banlieue à deux niveaux (VB 2N) ou de rames inox de banlieue (RIB) tractées par des locomotives BB 17000.
Deux axes de desserte empruntent cette ligne : la relation Paris-Nord – Ermont - Eaubonne – Valmondois – Persan - Beaumont entre Valmondois et Persan - Beaumont ainsi que la liaison Pontoise – Valmondois – Persan - Beaumont – Creil sur la totalité de la ligne. 